# Castell de Montpol
El Castell de Montpol és un edifici de Lladurs (Solsonès) declarada Bé Cultural d'Interès Nacional.

## Descripció
Només unes poques pedres amagades entre la pinassa, dalt de la Roca de Montpolt, assenyalen l'antic emplaçament d'aquest castell. També hi ha les restes de l'església de Sant Miquel de Montpolt, reduïdes a un mur de carreus desbastats i afilerats i la insinuació de l'absis rodó.

## Història
Fortalesa. Documentat el 1076.